# Estelle Alphand
Estelle Alphand (Briançon, 23 aprile 1995) è una sciatrice alpina francese naturalizzata svedese.

## Biografia
Estelle Alphand, originaria di Saint-Chaffrey, è figlia di Luc e sorella di Nils e Sam, a loro volta sciatori alpini di alto livello. Ha esordito in una gara valida ai fini del punteggio FIS il 19 novembre 2010 a Geilo, uno slalom gigante, classificandosi 26ª. Il 24 gennaio 2011 ha debuttato in Coppa Europa  a Pila in un supergigante piazzandosi 18ª. Il 14 gennaio 2012 ha conquistato la medaglia d'oro nel supergigante ai I Giochi olimpici giovanili invernali di Innsbruck 2012, dove ha vinto anche la medaglia d'argento nello slalom gigante e nella supercombinata e quella di bronzo nella gara a squadre.
Il 1º dicembre 2012 ha conquistato il suo primo podio in Coppa Europa, piazzandosi 3ª nella supercombinata di Kvitfjell vinta dall'austriaca Ramona Siebenhofer davanti alla francese Romane Miradoli, e il 9 marzo 2013 a Ofterschwang ha esordito in Coppa del Mondo, senza concludere la prova. Dalla stagione 2016-2017 ha lasciato la nazionale francese per naturalizzarsi svedese (nazionalità della madre) e competere per la relativa squadra. Ha esordito ai Giochi olimpici invernali a Pyeongchang 2018, dove si è classificata 16ª nello slalom gigante e non ha completato lo slalom speciale, e ai Campionati mondiali a Cortina d'Ampezzo 2021, dove ha vinto la medaglia d'argento nella gara a squadre, si è piazzata 31ª nel supergigante, 24ª nello slalom gigante, 13ª nello slalom parallelo e non ha completato la combinata; ai Mondiali di Courchevel/Méribel 2023 è stata 26ª nello slalom gigante, 16ª nel parallelo e 11ª nella gara a squadre (partecipando come riserva) e a quelli di Saalbach-Hinterglemm 2025 ha vinto la medaglia di bronzo nella gara a squadre e si è classificata 20ª nello slalom gigante.

## Palmarès

### Mondiali
- 2 medaglie:
  - 1 argento (gara a squadre a Cortina d'Ampezzo 2021)
  - 1 bronzo (gara a squadre a Saalbach-Hinterglemm 2025)

### Giochi olimpici giovanili invernali
- 4 medaglie:
  - 1 oro (supergigante a Innsbruck 2012)
  - 2 argenti (slalom gigante, supercombinata a Innsbruck 2012)
  - 1 bronzo (gara a squadre a Innsbruck 2012)

### Coppa del Mondo
- Miglior piazzamento in classifica generale: 33ª nel 2018

### Coppa Europa
- Miglior piazzamento in classifica generale: 20ª nel 2014
- 7 podi:
  - 2 vittorie
  - 2 secondi posti
  - 3 terzi posti

#### Coppa Europa - vittorie
| Data             | Località     | Paese    | Specialità |
| ---------------- | ------------ | -------- | ---------- |
| 3 dicembre 2017  | Hafjell      | Norvegia | GS         |
| 10 dicembre 2024 | Valle Aurina | Italia   | SL         |

Legenda:

GS = slalom gigante

SL = slalom speciale

### Nor-Am Cup
- Miglior piazzamento in classifica generale: 27ª nel 2022
- 2 podi:
  - 1 vittoria
  - 1 secondo posto

#### Nor-Am Cup - vittorie
| Data             | Località        | Paese       | Specialità |
| ---------------- | --------------- | ----------- | ---------- |
| 18 novembre 2021 | Copper Mountain | Stati Uniti | GS         |

Legenda:

GS = slalom gigante

### South American Cup
- Miglior piazzamento in classifica generale: 20ª nel 2017
- 3 podi:
  - 1 vittoria
  - 1 secondo posto
  - 1 terzo posto

#### South American Cup - vittorie
| Data           | Località    | Paese | Specialità |
| -------------- | ----------- | ----- | ---------- |
| 31 agosto 2024 | El Colorado | Cile  | GS         |

Legenda:

GS = slalom gigante

### Australia New Zealand Cup
- Miglior piazzamento in classifica generale: 2ª nel 2018
- 3 podi:
  - 2 vittorie
  - 1 terzo posto

#### Australia New Zealand Cup
| Data           | Località     | Paese         | Specialità |
| -------------- | ------------ | ------------- | ---------- |
| 23 agosto 2017 | Thredbo      | Australia     | SL         |
| 30 agosto 2017 | Coronet Peak | Nuova Zelanda | SL         |

Legenda:

SL = slalom speciale

### Campionati francesi
- 3 medaglie[4]:
  - 1 oro (discesa libera nel 2016)
  - 2 argenti (supercombinata nel 2012; supergigante nel 2016)

### Campionati svedesi
- 3 medaglie:
  - 1 oro (supergigante nel 2021)
  - 2 argenti (slalom gigante nel 2022; slalom gigante nel 2025)